# Dervish (album)
Dervish is het vierde studioalbum van de muzikale combinatie Markus Reuter en Ian Boddy. Reuter is gespecialiseerd in gitaar, Boddy in synthesizers. Ze hebben elkaar gevonden voor het maken van muziekalbums die ambient bevatten. De muziek bestaat uit soundscapes waarop enige variatie is toegepast. De muziek heeft veel weg van de soundscapes die Robert Fripp buiten King Crimson om fabriceert; Reuter is voor wat betreft de gitaar deels opgeleid door Fripp. Het album is opgenomen in The Atelier, een geluidsstudio in Innsbruck, de huidige (2009) woonplaats van Reuter. Het album verscheen in een oplage van 1000 stuks.

## Musici
- Markus Reuter – gitaar, elektronica
- Ian Boddy – programmeerwerk, sampling en synthesizer

met hulp van:
- Pat Mastelotto – alles wat (aan)geduid kan worden als slagwerk op tracks 1, 2, 4 en 6
- Ulrich Pollmann – blokfluit op 2 en 5
- SiRenée – stem op 2 en 5
- een strijkkwartet op 1, 4 en 6 bestaande uit Karina Bellman, Uta Maria Lemper (viool), Wiebke Tsöpe (altviool), Juliane Gilbert (cello).

## Muziek
Allen van Markus en Boddy tezamen:

| Nr. | Titel                     | Duur  |
| --- | ------------------------- | ----- |
| 1.  | Dervish                   | 6:05  |
| 2.  | Stealth                   | 6:23  |
| 3.  | Tableaux                  | 6:31  |
| 4.  | The watcher of loneliness | 7:18  |
| 5.  | Angst                     | 7:45  |
| 6.  | Spiral Manoeuvre          | 11:42 |

Voor de track The Joker is een videoclip gemaakt.